# 熱鬥！電競高手
《熱鬥！電競高手》是友吉的一部日本青年漫畫作品。該作首次連載於《Comicgear》（芳文社）的創刊號。《Comicgear》休刊後，曾停止連載，後於《Manga Time Kirara Forward》2010年6月號重新連載。單行本全2冊。

## 登場人物
高橋大吾
本作的男主角。
姬野艾蕾娜
本作的女主角。
Veronica Altmeyer
德國女性。經常伴隨著猫耳出現。葛葉拓人的同伴與戀人。
葛葉拓人
高橋大吾的競爭對手。
紫苑
在姬野家中工作的女僕。
李琳琳
中國少女。一名職業選手。
GOD
世界冠軍。國籍、性別等一切情報都是謎團。
eSports君
一同與姬野艾蕾娜在卷末中出現，負責解說一些比賽相關的事。

## 單行本
日本
1. Vol.1 ISBN 978-4832279414　2010年9月11日
2. Vol.2 ISBN 978-4832279810　2011年1月12日

台灣
1. Vol.1 ISBN 978-9862515129　2011年8月1日

## 外部連結
- （日語）まんがタイムきららWeb-まんがタイムきららフォワード （页面存档备份，存于）